# Muntjac de Sumatra
El muntjac de Sumatra (Muntiacus montanus) és un cérvol que pot tenir la mida d'un gos gros. Fou descobert el 1914, però no se n'havia observat cap des del 1930, fins que el 2002 un fou atrapat i posteriorment alliberat d'una trampa posada per un caçador al Parc Nacional de Kerinci Seblat, a Sumatra (Indonèsia). Des d'aleshores s'han fotografiat dos altres muntjacs de Sumatra al parc. El muntjac de Sumatra ha estat recollit a la Llista Vermella de la UICN del 2008, però és classificat com a amb "dades insuficients" i no com a en perill crític, car encara queden qüestions taxonòmiques per resoldre (a vegades se'l considera una subespècie, M. muntjak montanus, del muntjac comú). La distribució de l'espècie també és incerta i podria ser més extensa del que es creu. És possible que algunes observacions prèvies del muntjac comú a Sumatra occidental fossin en realitat de muntjacs de Sumatra.